# Avia BH-17
Les Avia BH-6, BH-8 et BH-17 sont des biplans de chasse tchécoslovaques de l'entre-deux-guerres. Ces trois monoplaces étaient de conception similaire mais seul le dernier fit l'objet d'une production de série.

## Avia BH-6
En 1922 le ministère de la Défense tchécoslovaque réclama un chasseur monoplace équipé d’un moteur « national » produit par Skoda. Il s’agissait en réalité du moteur Hispano-Suiza 8Fb produit sous licence, un groupe 8 cylindres en V développant 310 ch au décollage. Début 1923 s’acheva donc chez Avia la construction de deux prototypes, le monoplan parasol BH-7A et le biplan BH-6. Les deux appareils avaient été dessinés par le tandem Pavel Beneš et Miroslav Hajn, possédant un train d’atterrissage et un fuselage identique, à l’aérodynamique soignée, mais la voilure distinguait les deux prototypes. Le DH-6 était un biplan à ailes droites inégales, le plan inférieur étant plus long que le plan supérieur, relié au fuselage par un carénage pyramidal à la place de la traditionnelle cabane. Ce prototype, qui devait recevoir deux mitrailleuses Vickers de 7,7 mm, s’écrasa accidentellement peu après le début de ses essais en vol.

## Avia BH-8
Bénéficiant de l’expérience acquise avec les BH-6 et BH-7A, les ingénieurs Pavel Beneš et Miroslav Hajn dessinèrent un nouveau prototype dont les essais débutèrent fin 1923. Cet appareil à ailes inégales décalées, le plan inférieur étant plus long que le plan supérieur, se distinguait par la finesse de ses lignes : moteur soigneusement caréné, cabane réduite à un fin carénage reliant le plan supérieur au sommet du fuselage, monomats à semelles élargies d’entreplan… 
Pour des raisons mal définies le développement du BH-8 fut rapidement abandonné au profit du BH-17. 

## Avia BH-17
Dans la lignée des prototypes BH-6 et BH-8, ce chasseur biplan monoplace possédait une aile inférieure plus longue que le plan supérieur, mais rendait 50 cm en envergure au BH-8 et pesait 80 kg de moins à vide. Cet appareil fut commandé en série par le ministère de la Défense tchécoslovaque et la production lancée en 1924. 24 appareils furent livrés à l’armée de l’air tchécoslovaque, qui les baptisa B.17 armés de deux mitrailleuses synchronisées Vickers de 7,7 mm. Si le B.17 affichait des performances supérieures à ses prédécesseurs, c’était un avion capricieux qui fut rapidement relégué aux parcs de réserve. 